# ادی مک‌کلینتک
ادوارد «ادی» تئودور مک‌کلینتک (به انگلیسی: Edward "Eddie" Theodore McClintock) متولد ۲۷ می ۱۹۶۷ یک بازیگر آمریکایی است که بیشتر برای بازی در مجموعه‌های تلویزیونی شناخته می‌شود. او در نقش یک مأمور سرویس مخفی آمریکا به نام پیت لتیمر در سریال انبار ۱۳ هم که از شبکه سای فای پخش شده بود، بازی کرده بود.
از فیلم‌های معروف او می‌توان به بازی در فیلم شیرین‌ترین چیز اشاره کرد.

## زندگی
مک‌کلینتک در شهر کانتون شمالی در ایالت اوهایو به دنیا آمد. نام پدرش تئودور «تد» مک‌کلینتک است. ادی در سال ۲۰۰۵ با لین سانچز ازدواج کرد که حاصل آن دو پسر به نام‌های جک و مکس است.
مک‌کلینتک با مدرک ارتباطات از دانشگاهی در دیتون فارغ‌التحصیل شد. او طراحی نیز خوانده‌اسن و چند کاور برای آلبوم‌های موسیقی طراحی کرده‌است و چند کار طراحی خود را نیز در وب‌سایتش به فروش می‌رساند.